# Black Deep
Black Deep är en farled i Themsens mynningsvik i Storbritannien.   Den ligger i riksdelen England, i den sydöstra delen av landet, 100 km öster om huvudstaden London.